# Journal d'un vice
Pour plus de détails, voir Fiche technique et Distribution.
Journal d'un vice (Diario di un vizio) est une comédie dramatique italienne réalisée par Marco Ferreri, sortie en 1993. Le film met en scène Benito (Jerry Calà), en couple avec Luigia (Sabrina Ferilli), qui développe une obsession pour le sexe et pense à coucher avec toutes les femmes qu'il voit.
Il s'agit de l'avant-dernier film du réalisateur avant sa mort, réalisé entre La Maison du sourire (1991) et Nitrate d'argent (1996). L'œuvre est présentée à la 43e Berlinale et vaut à Jerry Calà le Premio del gotha della critica italiana du meilleur acteur, grâce à un rôle dramatique en dehors de ses interprétations habituelles.

## Synopsis
Benito, vendeur érotomane de détergents de mauvaise qualité, qui rêvait de devenir professeur de philosophie, mène une vie de nomade solitaire et incertaine, entre pensions sordides et aventures insignifiantes. Sa principale occupation consiste à consigner méticuleusement le déroulement de son existence banale dans un journal intime rempli de coupures de presse et de photos. Il y consigne toutes sortes de détails : ses pensées, ses rêves, le nombre de cigarettes fumées, ses petits problèmes de santé, les repas qu'il prend seul et les messages sexuels qu'il adresse aux nombreuses inconnues qui l'attirent. Le seul point positif de sa vie est sa relation houleuse avec sa séduisante fiancée Luigia, qui lui dit un jour qu'elle l'aime et le trompe l'instant d'après avec l'un de ses nombreux prétendants. Un jour, Benito disparaît dans la nature, ne laissant comme preuve de son existence qu'une trace : son journal intime.

## Fiche technique
- Titre français : Journal d'un vice[3]
- Titre original : Diario di un vizio[4]
- Réalisation : Marco Ferreri
- Scénario : Marco Ferreri et Liliana Betti avec la collaboration de Riccardo Ghione
- Photographie : Mario Vulpiani
- Montage : Ruggero Mastroianni
- Musique : Victorio Pezzolla (it), Gato Barbieri, Nino D'Angelo
- Décors : Tommaso Bordone
- Costumes : Maria Camilla Righi
- Production : Vittorio Alliata, Fulvio Lucisano
- Société de production : Società Olografica Italiana
- Société de distribution : Steward (France)
- Pays de production :  Italie
- Langue originale : italien
- Genre : Comédie dramatique
- Durée : 94 minutes
- Dates de sortie : 
  - Italie : 18 février 1993
  - France : 29 janvier 1997

## Distribution
- Jerry Calà : Benito Balducci
- Sabrina Ferilli : Luigia
- Valentino Macchi : Chiominto
- Massimo Bucchi (it) : Don Giuseppe
- Cinzia Monreale : la fille sous la neige
- Maria Rosa Moratti : femme dans la file d'attente
- Piero Nicosia : policier cousin de Luigia
- Laetitia Raineri : Marisa
- Anna Duska Bisconti : femme avec une fleur à l'extérieur du cinéma
- Luciana De Falco (it) : Angela Riccardi
- Doriana Bianchi : Giovanna, la marchande de journaux
- Manuela Arcuri : vagabonde brune
- Jessica Rizzo : strip-teaseuse en noir

## Production
Écrit par le réalisateur en collaboration avec les scénaristes Liliana Betti et Riccardo Ghione, il s'agit de l'avant-dernier film de Ferreri. Pour le rôle principal, Ferreri a fait appel à Jerry Calà, acteur comique et émotif de nombreux films des années 1980, en lui confiant un rôle inhabituellement sérieux et engagé, un peu comme l'avait fait précédemment Pupi Avati dans le film à sketches Sposi (1988), dans lequel Calà jouait un présentateur de télévision sur le déclin, désespérément à la recherche d'une nouvelle opportunité.
L'idée de l'œuvre est de raconter, sous la forme d'un drame existentiel à la tonalité grotesque, l'histoire d'un homme ordinaire, un érotomane sans qualités particulières, pauvre, seul, dont la seule vitalité réside dans sa curiosité et son désir constants de trouver de nouvelles amies avec lesquelles il pourra avoir des relations érotiques fugaces, croyant ainsi évacuer ses complexes œdipiens inavoués.
Benito a un travail qui ne marche pas et qu'il déteste, il se déplace constamment en tramway et déclare à sa fiancée qu'il « n'a pas une lire », allant jusqu'à voler sa chaîne en or pour rembourser une dette à l'usurier et s'offrir le luxe d'un repas somptueux. Toute l'histoire est racontée à travers une intrigue irréelle et délibérément invraisemblable, entrecoupée de scènes oniriques sporadiques.
« Benito non è più l'operaio di L'angelo del male. Ha questa voglia di ricerca poetica, questo sguardo doloroso su se stesso quando scrive, ha bisogno d'amicizia e d'amore. Amo questo film perché penso di essere arrivato a qualcosa. Dopo tanti film, tutte le idee che ti vengono sembrano stupide. Là no, compreso ciò che riguarda la forma. La forma è importante, come il modo di filmare il territorio urbano. Ecco perché amo il film: perché non c'è costruzione drammaturgica, si resta sempre all'inizio delle cose. »
— Marco Ferreri en 1997 à propos de Journal d'un vice

« Benito n'est plus l'ouvrier de La Bête humaine. Il a ce désir de recherche poétique, ce regard douloureux sur lui-même quand il écrit, il a besoin d'amitié et d'amour. J'aime ce film parce que je crois que je suis arrivé à quelque chose. Après tant de films, toutes les idées qui vous viennent semblent stupides. Ce n'est pas le cas, y compris en ce qui concerne la forme. La forme est importante, comme la façon de filmer la zone urbaine. C'est pour cela que j'aime ce film : parce qu'il n'y a pas de construction dramaturgique, on reste toujours au début des choses. »
Il est curieux de constater la présence, non créditée, de Jessica Rizzo, actrice pornographique et entrepreneuse de théâtre italienne, que le protagoniste confond avec Francesca Dellera.

## Accueil critique
Le film est présenté à la 43e Berlinale, où seuls le producteur Vittorio Alliata et les acteurs Jerry Calà et Sabrina Ferilli sont présents, à la suite d'un malaise dont le réalisateur Marco Ferreri a été victime quelques jours plus tôt à l'issue de l'avant-première de presse à Milan. Ce dernier a néanmoins participé à la conférence de presse de présentation du film par téléphone, ce qui a donné lieu à une discussion animée avec un journaliste italien.
Lorsque ce dernier a demandé à Ferreri pourquoi il avait fait appel à un acteur de comédie comme Jerry Calà pour un film aussi complexe, Ferreri s'est emporté en le traitant de « testa di cazzo » (litt. « tête de nœud ») et a répliqué en disant que les comédiens font les meilleurs acteurs dramatiques.
Le film est projeté à Milan. A l'issue de la projection, le film est très bien accueilli par le jury et les critiques présents, qui ont surtout vanté les interprétations de Calà et Ferilli. Le verdict du public présent fut en revanche moins unanime, partagé entre applaudissements et huées.
Lors de sa sortie en salle, le film reçoit des critiques mitigées et rapporte 263 000 000 lires, un chiffre nettement inférieur aux comédies habituelles de Jerry Calà qui rapportaient plusieurs milliards. Les détracteurs ont particulièrement souligné la morosité de l'histoire et des lieux (une Rome méconnaissable) et l'interprétation pas entièrement convaincante des acteurs secondaires. Paolo Mereghetti attribue trois étoiles au film et écrit dans son dictionnaire Il Mereghetti : « Le film avec lequel Ferreri revient à la case départ, se reconnaissant davantage dans l'amoralité du personnage de Luigia que dans la monotonie de celui de Benito ».
Le film a été particulièrement apprécié par les critiques Aldo Grasso et Natalia Aspesi, qui ont toujours été des détracteurs des interprétations de Calà, mais qui ont été positivement impressionnés par sa prestation dans le film de Ferreri. Le critique Claudio Trionfera, dans Il Tempo, a également fait l'éloge du jeu du protagoniste, le décrivant comme étant à la fois drôle et angoissant, puis parle du film comme d'« une histoire photographique fantaisiste et sans précédent [...] ».
Lietta Tornabuoni de La Stampa a décrit l'œuvre comme suit : « L'un des plus beaux films de Marco Ferreri, visuellement raffiné et innovant, interprété par Jerry Calà avec une véritable bravoure, Journal d'un vice, intelligent, amusant, poignant, raconte dans un style d'une rare originalité un homme ordinaire contemporain ». Pino Farinotti donne deux étoiles au film, en commentant : « Le scénario n'est pas très précis et le film aurait besoin d'un protagoniste plus convaincant ».

### Distinctions
Le film a été présenté en sélection officielle en compétition lors de Berlinale 1993.